# Evimirus
Evimirus es un género de ácaros perteneciente a la familia Eviphididae.

## Especies
Evimirus Karg, 1963
- Evimirus leptogenitalis Karg, 1979
- Evimirus pentagonius Karg, 1996
- Evimirus pulcherpori Karg, 1989
- Evimirus uropodinus (Berlese, 1903)